# Arcidiocesi di Amorio

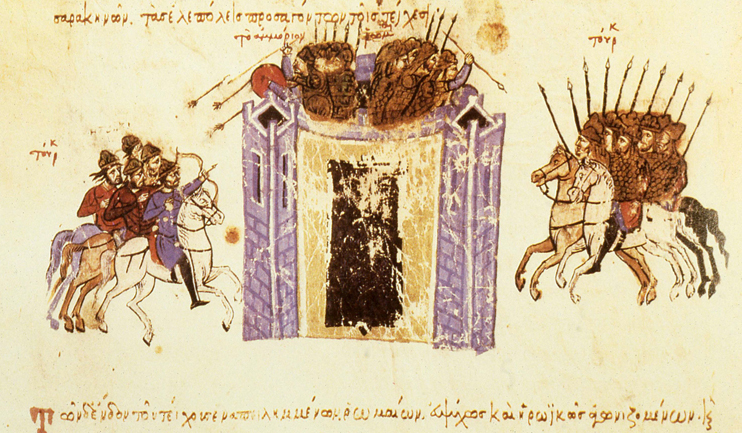
L'assedio di Amorio da parte degli Arabi nell'838 (dallo Scilitze di Madrid)

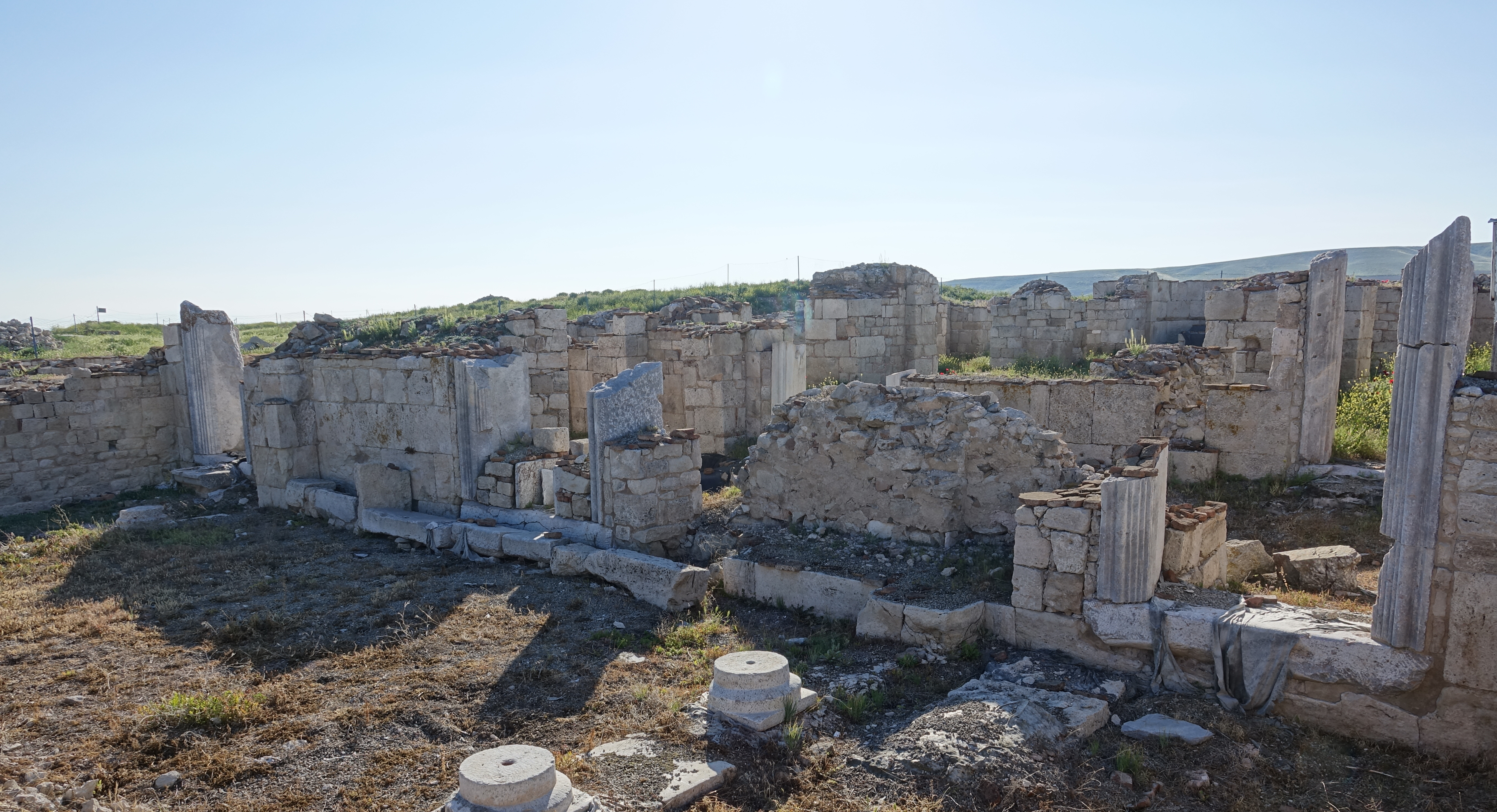
Rovine di Amorio.

L'arcidiocesi di Amorio (in latino Archidioecesis Amoriana seu Amoriensis) è una sede soppressa del patriarcato di Costantinopoli e una sede titolare della Chiesa cattolica.

## Storia
Amorio, identificabile oggi con le rovine situate nei pressi di Hisar (nota in passato anche come Hergan Kale), nel comune di Davulga nel distretto di Emirdağ, fu una sede metropolitana della provincia romana della Frigia Salutare nella diocesi civile dell'Asia e nel patriarcato di Costantinopoli.
La città, che diede i natali a due imperatori bizantini, Michele II e suo figlio Teofilo, era al confine tra le province della Frigia Salutare e della Galazia Seconda. Nelle fonti ecclesiastiche è menzionata dapprima in Galazia e poi, dal X secolo, tra le sedi episcopali della Frigia Salutare.
Nella Notitia Episcopatuum dello pseudo-Epifanio, composta durante il regno dell'imperatore Eraclio I (circa 640), la sede di Amorio risulta tra le diocesi suffraganee dell'arcidiocesi di Pessinonte; così anche in un'altra Notitia della fine dell'VIII secolo. Poco dopo fu elevata al rango di arcidiocesi autocefala; in seguito, certamente quando i suoi illustri concittadini divennero imperatori, l'arcidiocesi fu promossa a sede metropolitana, già attestata in una Notitia dell'840 circa. Bessarione, presente al Concilio di Costantinopoli dell'879-880 che riabilitò il patriarca Fozio di Costantinopoli, è il primo prelato noto che si fregia del titolo di metropolitas Amorii.
Nella Notitia Episcopatuum attribuita all'imperatore Leone VI (inizio X secolo) sono attribuite ad Amorio cinque diocesi suffraganee: Filomelio, Claneo, Docimio, Poliboto e Pissia.
Amorio appare per la prima volta negli atti del concilio di Costantinopoli del 381, dove, tra i firmatari, troviamo Tyrannus, presbyter Amorii; è probabile che la città non avesse ancora un vescovo, oppure che la sede fosse vacante. Il primo vescovo conosciuto è Abramo, che prese parte al concilio di Efeso del 431; dopo di lui è noto il vescovo Misterio, che partecipò al concilio di Calcedonia nel 451.
Nella vita di san Teodoro Siceota, si racconta che il santo venne ad Amorio e fu accolto dal vescovo, di cui non si conosce il nome, che lo invitò a celebrare la messa e a benedire il popolo, dopo che Teodoro compì un miracolo guarendo un paralitico; il fatto si svolse verso la fine del VI secolo.
Il vescovo Teodoro I prese parte al concilio ecumenico del 680 e al concilio in Trullo del 692. Nel 716 la città di Amorio fu a lungo posta sotto assedio dagli Arabi e venne liberata grazie all'intervento militare dell'imperatore Leone III Isaurico e alla resistenza eroica dei cittadini, tra cui si distinse in particolare l'anonimo vescovo. Il vescovo Teodosio fu tra i padri del concilio di Nicea del 787 e probabilmente è da identificare con l'omonimo vescovo iconoclasta che partecipò al concilio di Hieria del 754. Nell'814 o 815, secondo il sinassario greco, il vescovo Eudochio (Eudoxius) avrebbe accompagnato il patriarca Niceforo alla conferenza di Costantinopoli nel contesto della lotta contro l'iconoclastia; un sigillo datato al IX secolo è attribuito a questo vescovo.
Quando Amorio fu nuovamente assediata dagli arabi del califfo al-Mu'tasim nell'838, il vescovo di Amorio, di cui non si conosce il nome, trattò le condizioni per una resa onorevole della città.
Il vescovo Teofilo è noto per aver preso parte, nell'860 circa, dell'ambasciata inviata a Roma dopo che il patriarca Fozio di Costantinopoli sostituì Ignazio sulla cattedra patriarcale. Dopo il già citato Bessarione, è noto il metropolita Paolo, autore di inni liturgici, che visse probabilmente nel X secolo. Un altro metropolita di nome Teodoro è menzionato in una lettera della metà del X secolo. La sigillografia e le ricerche archeologiche, hanno portato alla luce il nome di altri due vescovi, Teodoro II, vissuto tra VIII e IX secolo, e Costanzo (o Costantino), il cui sigillo è datato tra X/XI secolo.
Nell'XI secolo altri tre metropoliti, Filippo, Teoctisto e Tommaso, presero parte ai concili di Costantinopoli, rispettivamente nel 1030, 1072 e 1079.
Amorio, continuamente al centro dell'attenzione degli eserciti bizantini e arabi, fu pian piano abbandonata dalla popolazione, in particolare dopo la conquista araba dell'838. Dal XII secolo non si hanno più notizie di vescovi e di cristiani ad Amorio; è in quest'epoca, o poco dopo, che la sede episcopale venne soppressa. Essa non appare più nelle Notitiae Episcopatuum del XIV secolo.
Dal XVIII secolo Amorio è annoverata tra le sedi arcivescovili titolari della Chiesa cattolica; la sede è vacante dal 5 agosto 1970. Solo dal 1929 i titolari di questa sede hanno il titolo di arcivescovi.

## Cronotassi

### Vescovi e arcivescovi greci
- Ablabio (o Abramo) † (menzionato nel 431)
- Misterio † (menzionato nel 451)
- Anonimo † (menzionato nel VI secolo)
- Teodoro I † (prima del 680 - dopo il 692)
- Anonimo † (menzionato nel 716)
- Teodosio † (prima del 754 ? - dopo il 787)
- Teodoro II † (VIII-IX secolo)[17]
- Eudochio † (menzionato nell'813 circa)
- Anonimo † (menzionato nell'838)
- Teofilo † (menzionato nell'860 circa)
- Bessarione † (menzionato nell'879)
- Paolo † (menzionato nel X secolo circa)[18]
- Teodoro III † (metà del X secolo)
- Costanzo (o Costantino) † (X-XI secolo)[19]
- Filippo † (menzionato nel 1030)
- Teoctisto † (menzionato nel 1072)
- Tommaso † (menzionato nel 1079)

### Vescovi e arcivescovi titolari
- Francis Petre † (27 luglio 1750 - 24 dicembre 1775 deceduto)
- Crescenzio Maria Grippi † (19 dicembre 1785 - ?)
- Ludovico Luigi Ugolini † (23 agosto 1819 - 24 maggio 1824 nominato vescovo di Fossombrone)
- Joachim Józef Grabowski † (23 giugno 1828 - 29 gennaio 1829 deceduto)
- Károly Rajner † (27 aprile 1840 - 1846 deceduto)[20]
- Johannes Baptist Swinkels, C.SS.R. † (12 settembre 1865 - 11 settembre 1875 deceduto)
- Salvatore Maria Nisio, Sch.P. † (26 giugno 1876 - 7 ottobre 1888 deceduto)
- Maximino Velasco, O.P. † (20 agosto 1889 - 9 luglio 1925 deceduto)
- Beato Manuel Medina Olmos † (14 dicembre 1925 - 2 ottobre 1928 nominato vescovo di Guadix)
- Richard Michael Joseph O'Brien † (17 maggio 1929 - 23 febbraio 1938 succeduto arcivescovo di Kingston)
- Hugh McSherry † (15 dicembre 1938 - 19 aprile 1940 deceduto)
- Joseph Charbonneau † (21 maggio 1940 - 31 agosto 1940 succeduto arcivescovo di Montréal)
- Jean-Baptiste-Alexis Chambon, M.E.P. † (12 novembre 1940 - 8 settembre 1948 deceduto)
- Michał Godlewski † (14 gennaio 1949 - 20 maggio 1956 deceduto)
- Ambrogio Squintani † (17 dicembre 1956 - 8 agosto 1960 deceduto)
- Pietro Capizzi † (11 novembre 1960 - 7 luglio 1961 deceduto)
- Giovanni C. Luigi Marinoni, O.F.M.Cap. † (12 agosto 1961 - 5 agosto 1970 deceduto)